# 浜松町一丁目地区第一種市街地再開発事業
浜松町一丁目地区第一種市街地再開発事業はかつて東京都港区で行われた市街地再開発事業である。住宅、事務所、店舗用に地上37階高さ約140mの超高層ビルが建てられた。

## 経緯
- 2011年(平成23年)1月:都市計画決定
- 2012年(平成24年)7月:浜松町一丁目地区市街地再開発組合設立認可
- 2020年(令和2年)9月:浜松町一丁目地区市街地再開発組合解散認可